# 국제 분쟁
국제 분쟁(國際紛爭)은 나라와 나라 사이에 정치·경제·문화 영역에서 서로 뜻이 충돌하여 일어나는 분쟁 또는 국제적 규모의 분쟁이다.

## 같이 보기
- 외교
- 간첩 행위
- 전쟁
- 테러리즘